# 蒙疆神社
蒙疆神社（もうきょうじんじゃ）は、日中戦争期に蒙古聯合自治政府の首都張家口にあった神社。

## 概要
1940年（昭和15年）9月に同地で殉職した北白川宮永久王など4柱の神々を祀っていたが、終戦後に廃絶された。また、チャハル作戦での戦死者を顕彰する蒙疆忠霊塔が隣接していた。現在、両者のあった土地はそれぞれ勝利公園と烈士陵園になっている。
神道家の小笠原省三は祭神の決定を聞いた当時、日本の外務大臣に意見書を提出し、モンゴル人に日本との精神的一体化を強要するために蒙疆神社にチンギス・ハーンを祀ることが、「蒙古民族を『ラマ教』より救出し、日蒙一体の特殊地域を強化する政策的見地よりするも極めて重要なる」と主張した。「チンギス・ハーン神社」の持論は屡々展開されたが、結局それは聞き入れられなかったという。
西北研究所にかぎらず、当時日本の機関・団体に所属する者は、国籍を問わず蒙疆神社参拝を義務付けられていた。研究員の藤枝晃によると、善隣協会には回民女塾を卒業した女性事務員が在籍していたが、イスラム教を信仰していた彼女までもが当たり前のように神道の蒙疆神社へ参拝しに行っていたという。
拝殿は切妻の屋根が撤去されたが、2023年の時点で建物として使われている。